# Maria Lund
Maria Alexandra Aspasia Lund-Ionitza, precedentemente Rantaniva, conosciuta come Maria Lund (Monaco di Baviera, 9 maggio 1983), è una cantante finlandese.

## Biografia
Figlia del tenore rumeno Alexandru Ioniță e del soprano finno-svedese Tamara Lund, Maria Lund è nata in Germania e cresciuta in Finlandia ed è poliglotta: parla correntemente finlandese, tedesco, rumeno, francese, inglese e spagnolo, oltre a un po' di cinese.
Nel 2004 ha pubblicato il suo album di debutto Lähtöpiste..., in collaborazione con il suo allora marito Mikko Rantaniva, con cui è stata sposata fino al 2009. Nella primavera del 2008 ha partecipato alla terza edizione di Tanssii tähtien kanssa (la versione finlandese di Ballando con le stelle), che ha vinto insieme al suo partner di ballo, Mikko Ahti.
Il suo album di debutto come solista, Ajan sävel, è stato pubblicato alla fine del 2008 e ha raggiunto il 12º posto della classifica finlandese. È stato certificato disco d'oro con oltre 22 000 copie vendute a livello nazionale. Il secondo album, Tahdon!, è uscito l'anno successivo e ha debuttato al 27º posto in classifica.
Nel 2010 Maria Lund ha partecipato a Laulukilpailu, il programma di selezione del rappresentante finlandese per l'Eurovision Song Contest 2010, cantando Sydän ymmärtää. Ha superato la semifinale e si è piazzata 9ª su 10 partecipanti nella finale.

## Discografia

### Album
- 2004 - Lähtöpiste... (con Mikko Rantaniva)
- 2005 - Äänet hämärässä (con Heikki Sarmanto)
- 2008 - Ajan sävel
- 2009 - Tahdon!

### Singoli
- 1998 - Uskon sydämen totuuteen
- 2004 - Sanaton (con Mikko Rantaniva)
- 2008 - Surupuku
- 2008 - Uinuva aurinko
- 2009 - Tahdon
- 2009 - Syys
- 2009 - Valokuvia
- 2009 - Sydän ymmärtää
- 2010 - Kulman komein